# Laburnum

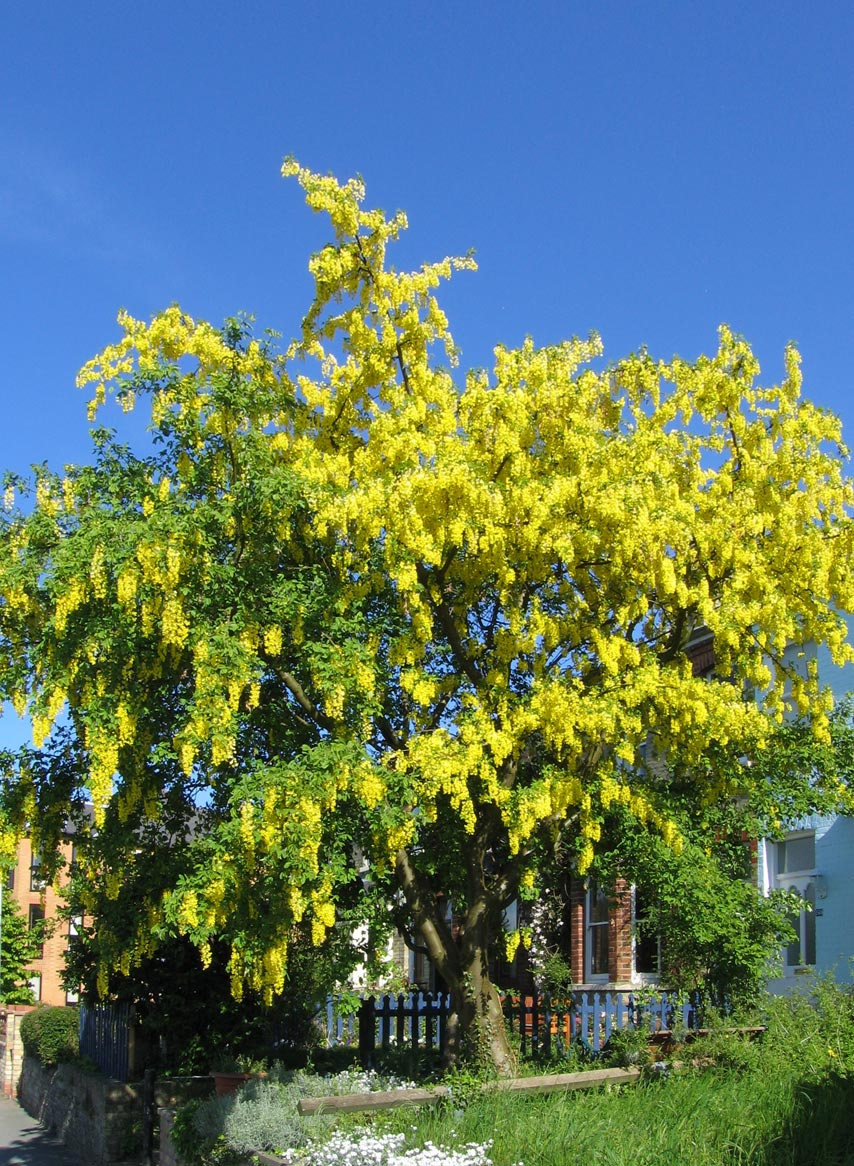
Laburno en floración.

Laburnum es un género de 39 especies de árboles pequeños de la subfamilia Faboideae de la  familia Fabaceae, Laburnum anagyroides (laburno común) y L. alpinum (laburno alpino). Son plantas nativas de las montañas del sur de Europa desde Francia hasta la península balcánica. Algunos botánicos incluyen una tercera especie, Laburnum caramanicum, pero esta que es nativa del sureste de Europa y de Asia Menor se sitúa en un género diferente Podocytisus, aliado más próximo de Cytisus y de Genista.

## Descripción
Tienen flores Papilionaceae amarillas en racimos  colgantes de 10-30 cm de longitud, que florecen en primavera. Son unos árboles ornamentales de jardín muy populares. En L. anagyroides los  racimos tienen una longitud de 10-20 cm, con una densa floración en paquetes; en L. alpinum el racimo presenta una longitud de 20-30 cm, pero las flores se encuentran más espaciadas a lo largo del racimo.  
Las hojas son trifoliadas, parecidas a las del trébol, las hojuelas de unos  2-3 cm de largo en L. anagyroides y de 4-5 cm de largo en L. alpinum.
La mayoría de los especímenes de jardín son híbridos de las dos especies,  Laburnum x watereri (Laburnum de Voss), que combinan los largos racimos de L. alpinum con la densidad en la floración de L. anagyroides; también tienen la ventaja de producir pocas semillas (las semillas de Laburnum son una causa frecuente de intoxicación en niños pequeños, que las confunden con guisantes).
Las flores amarillas son las responsables del antiguo y poético nombre de  'árbol de la cadena de oro'.

## Propiedades
Todas las partes de esta planta son venenosas y pueden ser mortales si se consumen en exceso. Los síntomas del envenenamiento por Laburnum incluyen una somnolencia intensa, vómitos, movimientos convulsivos, coma, espumarajos en la boca, y pupilas dilatadas. En algunos casos la diarrea es muy severa y a veces las convulsiones son marcadamente tetánicas. 

## Ecología
A pesar de la toxicidad de la planta, las larvas de algunas especies de Lepidoptera las utilizan como alimento. 

## Taxonomía
El género fue descrito por Philipp Conrad Fabricius y publicado en Enumeratio Methodica Plantarum 228. 1759

## Especies seleccionadas
- Laburnum album
- Laburnum alpinum, Codeso de los Alpes.
- Laburnum alschingeri
- Laburnum anagyroides, Laburno.
- Laburnum arboreum
- Laburnum biflorum
- Laburnum caramanicum